# Pont de Routhierville
Le pont de Routhierville est un pont couvert construit en 1931 qui franchit la rivière Matapédia dans le cœur du hameau du territoire non-organisé de Routhierville à la frontière orientale de la vallée de la Matapédia au Bas-Saint-Laurent. Le pont apparaît sur une carte à puce de la compagnie QuébecTel. Ce dernier a été classé monument historique en 2009.

## Toponymie
Le nom de Routhierville vient du hameau situé à proximité. Le nom de ce hameau est en l'honneur d'Alphonse Routhier qui fut un chef de gare de l'endroit.

## Structure
Le pont couvert est en treillis de type Town en bois. Anciennement, les lambris du pont étaient peints gris et les moulures blanches. Lors des réfections en 2011-2012, les lambris ont été repeints en rouge sang de bœuf . Le pont a une longueur totale de 78,53 m et une largeur de 6,32 m. Il offre deux voies à la circulation.

## Histoire

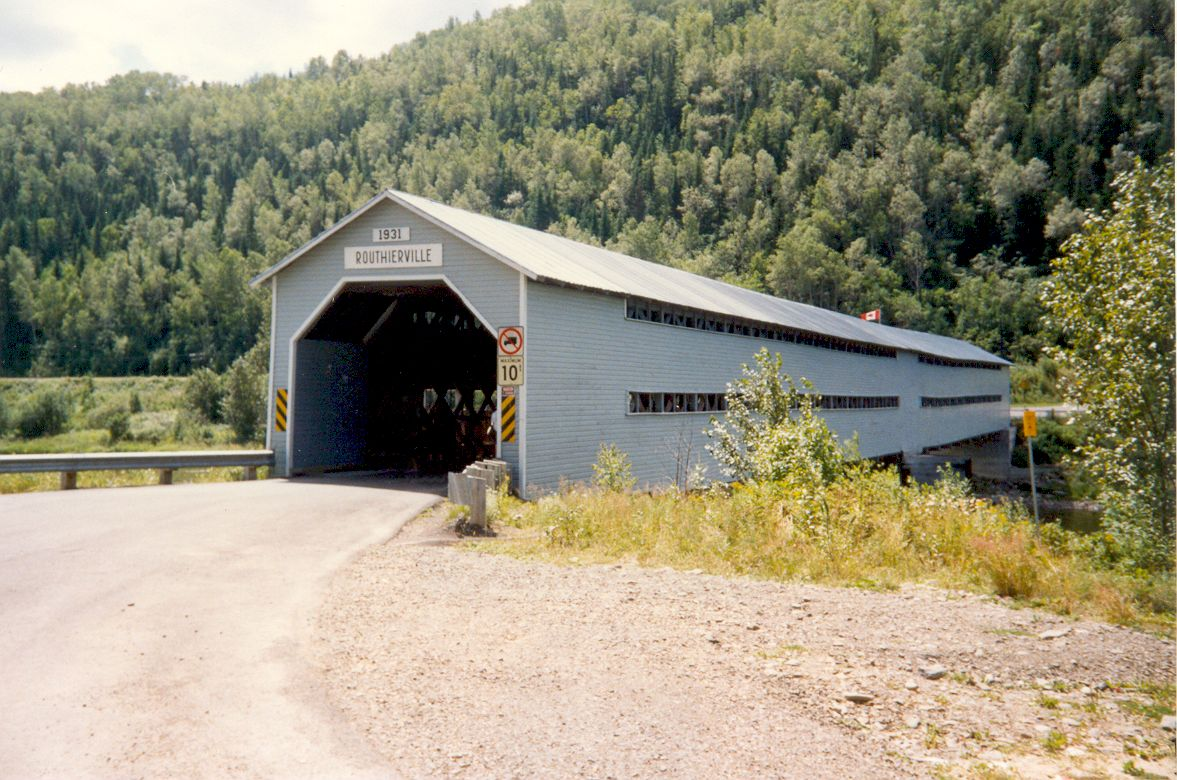
Pont de Routhierville avant réfection

Le pont fut construit en 1931 au coût de 13 000 $. En 1953, il connait une débâcle spectaculaire lorsque les glaces sont venues à la même hauteur que le lambris. En 1994, une nouvelle crue menace le pont. Il s'ensuit des réparations au coût de 60 000 $. En 2008, le pont est sous surveillance due à une énième crue qui menace le pont. Le pont a été classé monument historique le 1er octobre 2009 par le ministère de la Culture, des Communications et de la Condition féminine du Québec.

## Galerie

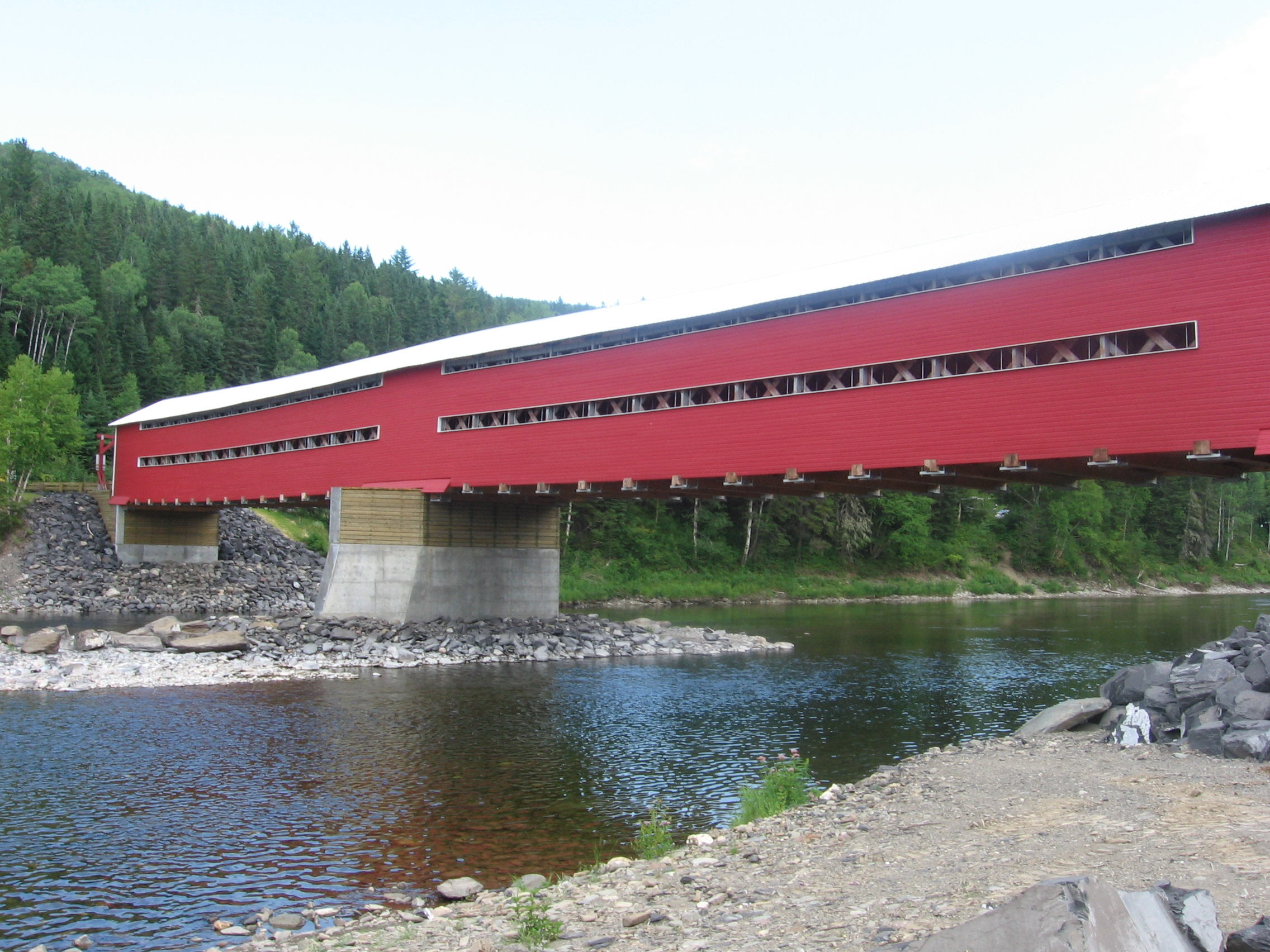
Pont de Routhierville récent
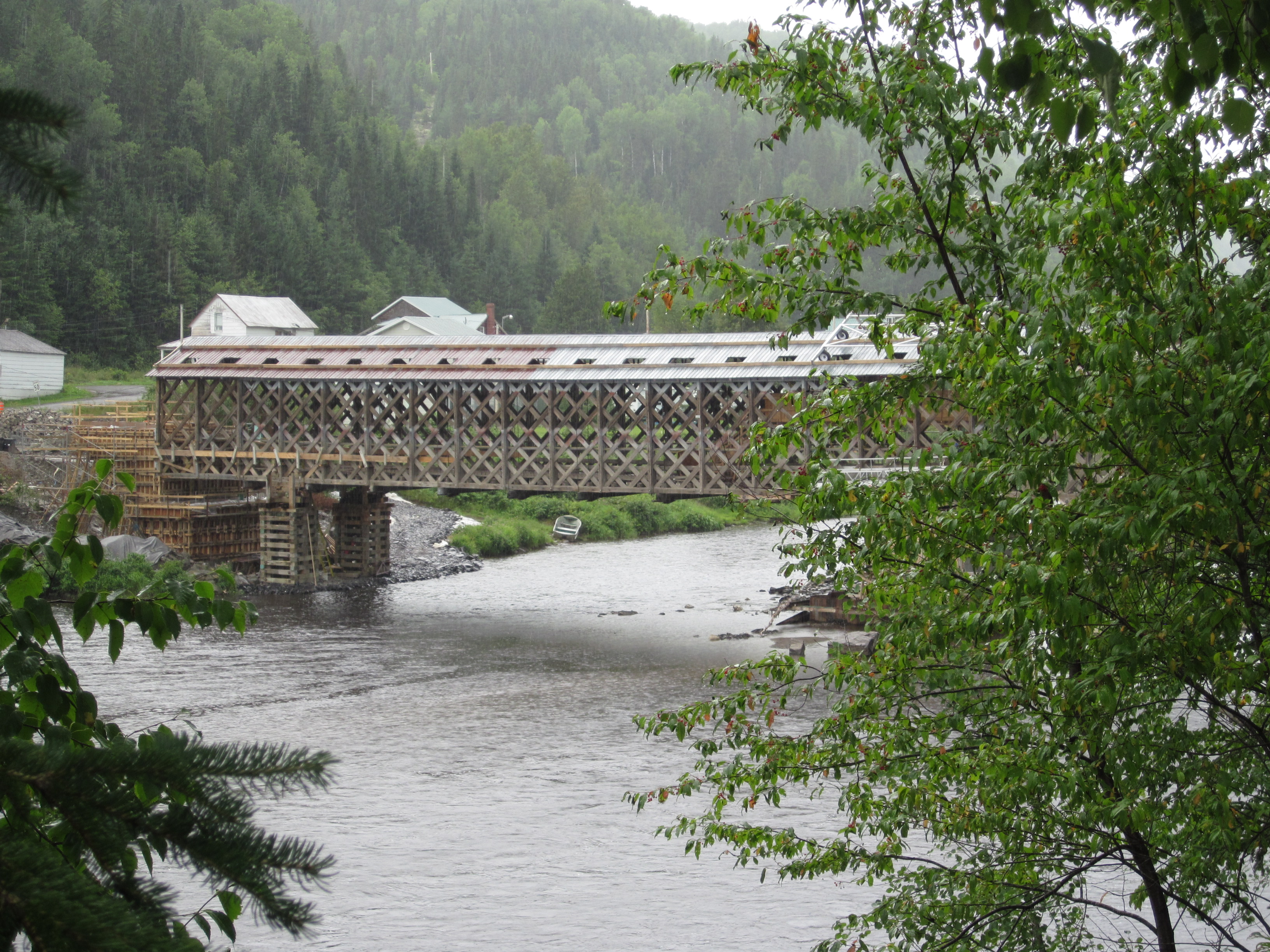
Pont de Routhierville durant sa réfection
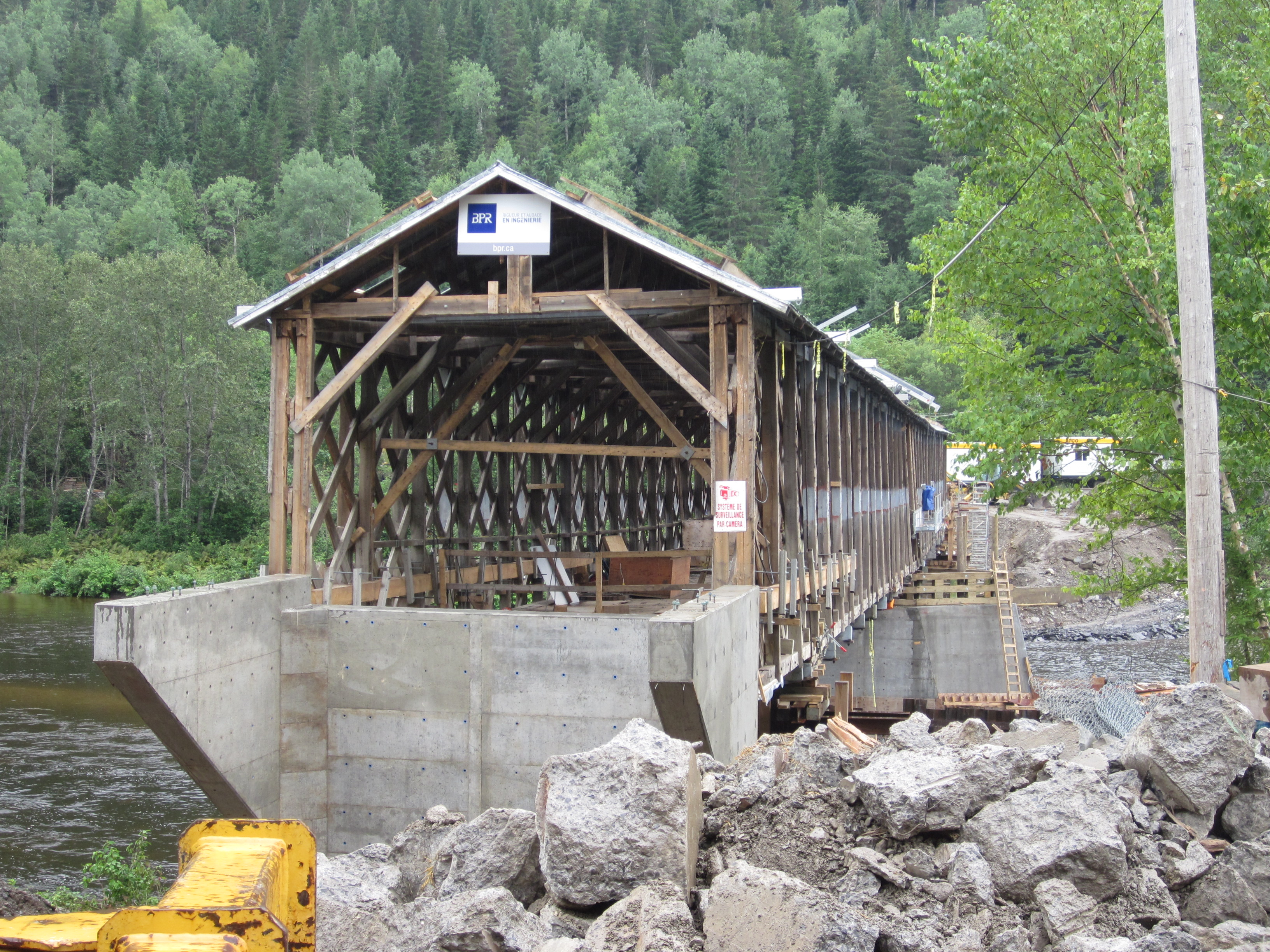
Pont de Routhierville durant sa réfection